# Victor Van Michel
Victor Van Michel, né à Liège le 3 mai 1912 et mort en 2001, est un urbaniste et un ancien résistant belge ainsi qu'un militant wallon.

## Biographie
Victor Van Michel fut secrétaire du directeur de l'urbanisme de la ville de Liège en 1934, responsable des ventes des terrains communaux (1937), puis directeur de ce service et enfin directeur de l'urbanisme de la ville de Liège. Il découvrit la question wallonne très jeune quand le journal quotidien liégeois L'Express s'en prit à des professeurs de l'athénée de Liège pour leurs activités flamingantes. C'est là qu'il rencontra Georges Truffaut dont il fut secrétaire politique quand celui-ci devint échevin de Liège.
Lieutenant de réserve, breveté d'état-major, il participe à la Campagne des 18 jours, est fait prisonnier mais parvient à s'évader le 9 juin 1940. Il entre alors dans la Résistance, contacté notamment par des militants proches de Jules Mahieu et par Fernand Schreurs. Ils fondent le groupe Sambre et Meuse qui, outre son propre journal, édite le journal de l'autre organisme wallon de la résistance, Wallonie libre. Il est également présent au sein du Front wallon pour la libération du pays. Il a une activité de résistant diversifiée : résistant armé, collaborateur de la presse clandestine, il fournit également de faux papiers. Après l'arrestation et la décapitation de l'imprimeur Marcel Ferauche, un camarade de la Résistance, Eugène Duchesne, parvient à monter une imprimerie qui reprendra l'impression de Sambre et Meuse et de La Meuse (clandestine). Mais Duchesne est lui-même menacé, se réfugie en Ardenne et c'est Van Michel qui devient responsable de cette imprimerie clandestine.
Il participe à la recréation du Conseil économique wallon (d'abord clandestin) puis aux travaux du Rassemblement démocratique et socialiste wallon. Il s'en détache finalement et fonde le Parti d'unité wallonne le 12 septembre 1943. Le Parti selon ses dires se réclame des idées de Mancini. Van Michel est de tendance réunioniste. Il est à nouveau mobilisé de mars 1945 à avril 1945, ce qui l'empêche de participer aux travaux des deux premiers Congrès nationaux wallons de Liège et Charleroi (octobre 1945 et mai 1946), mais participe au Troisième Congrès national wallon tenu à Namur où il réclame l'inscription du droit à la sécession pour les Régions dans la proposition de loi que déposera Marcel-Hubert Grégoire au Parlement belge. Dans les années 1950, après les jours de combat de la Question royale (1945-1950), son parti entre en léthargie. Après la Grève générale de l'hiver 1960-1961, il prend contact avec Robert Moreau, participe à la réunion de mars 1963 à Namur du Comité central d'Action wallonne qui mettra sur pied le Collège exécutif de Wallonie où il représente le Parti d'unité wallonne.
Il s'affilie ensuite au Rassemblement wallon où il jouera un rôle plus effacé. Il devient à partir de 1967 le directeur de Présence, le journal de l'Association wallonne des anciens combattants (Awac).